# Christina Chambers
Christina Mae Chambers, född 24 oktober 1969 i Alexandria, Virginia, är en amerikansk skådespelare.
Efter att hon spelat med i kyrkteaterpjäser och High schoolpjäser avlade hon skådespelarexamen. I oktober 1999 gifte hon sig med fästmannen Brian Logue. Hon bodde i New York men flyttade till Los Angeles när hon fick rollen som Maria i Sunset Beach. Hon spelar den döda fru till Ben Evens som "återuppstår" och försvårar hela situationen för Meg och Ben inte minst genom att försöka vinna Ben tillbaka.